# Liechtenstein na Letnich Igrzyskach Olimpijskich 1952
Liechtenstein na Letnich Igrzyskach Olimpijskich 1952 reprezentowało dwóch zawodników. Był to trzeci start reprezentacji Liechtensteinu na igrzyskach.

## Skład kadry

### Kolarstwo
Mężczyźni
- Alois Lampert (wyścig indywidualny ze startu wspólnego) - 30. miejsce
- Ewald Hasler (wyścig indywidualny ze startu wspólnego) - 43. miejsce